# José Manuel Abascal
José Manuel Abascal Gómez (Alceda, Cantabria, 17 de marzo de 1958) es un exatleta español, especialista en medio fondo. Su especialidad fue la carrera de 1500 m, en la cual se proclamó medalla de bronce en los Juegos Olímpicos de 1984 en Los Ángeles.
En el primer Campeonato Mundial de Atletismo en Pista Cubierta en Indianápolis ganó la medalla de plata, mismo metal que consiguió en el Campeonato Europeo de Atletismo en Pista Cubierta de 1983. En los Juegos Mediterráneos de 1983 fue bronce, al igual que en el Campeonato Europeo de Atletismo de 1982. En la primera edición del Campeonato Iberoamericano de Atletismo obtuvo el oro. Fue Campeón de España al aire libre en dicha especialidad en 5 ocasiones y otras dos en pista cubierta, una en 1500 m y otra en 3000 m. Se retiró de la práctica profesional en 1992.

## Biografía
Como atleta juvenil ganó el Campeonato de España de campo a través en 1975 en Valladolid. El 8 de marzo de ese mismo año se proclamó también Campeón de España juvenil de pista cubierta en Madrid en la modalidad de 2.000 m. con un tiempo de 5.38.2. El 24 de agosto de 1975 participó en el tercer Campeonato de Europa Júnior en el estadio Karaiskakis de Atenas donde obtuvo un octavo puesto con una marca de 3:48.8. Acudió a este torneo todavía en categoría juvenil. Al año siguiente se proclamó Campeón de España juvenil al aire libre en Logroño el 18 de agosto en la especialidad de 800 m con un tiempo de 1.52.6. Terminó 1976 con unas marcas de 3.47.7 en 1500 m y 1.52.6 en 800 m.
El 3 de abril de 1977 obtuvo 14.02.4 en 5000 m, marca mínima para los Europeos júnior. El 21 de mayo señaló 3.48.1 en los 1500 m, también mínima Europea, mejorando esta marca el 15 de junio y consiguiendo el récord nacional júnior con 3.44.5. A comienzos de junio de ese mismo año disputó en Saint Maur una carrera de 1000 metros clasificatoria para el Memorial Van Damme, competición creada ese mismo año en memoria del fallecido Ivo Van Damme. Quedó en segundo lugar con un tiempo de 2.24.5, obteniendo así el récord de España júnior y clasificándose para la prueba, que finalmente no pudo disputar por coincidir con el Campeonato de Europa júnior. Esta competición se celebró el 21 de julio de 1977, y se proclamó vencedor en el RSK Olimpiyskyi de Donetsk. Su tiempo en la especialidad de los 3000 m fue de 7:58.3. Este año también se impuso en el XVIII Campeonato de España de los trabajadores en las pistas municipales de Sabadell. Participó en la prueba de 3000 m representando a Santander y ganó con un tiempo de 9.02.4. A finales de junio había quedado segundo en el estadio Kaiaiskakia de Atenas en los 1500 m con un tiempo de 3.40.01 en el reloj eléctrio y 3.39.8 en el manual. Tal y como aplicaba la normativa se hizo una conversión de centésimas de segundo y el tiempo oficial fue el eléctrico, igualando de esta manera el anterior récord de Jorge González Amo.
En 1980 participó en sus primeros Juegos Olímpicos, en Moscú. Participó en los 1500 m pero fue eliminado en la primera ronda tras terminar en sexto lugar con un tiempo de 3:44.65. Su máximo logro fue la obtención de la medalla de bronce en los Juegos Olímpicos de 1984 en Los Ángeles en la distancia de 1500 metros. Fue el primer éxito olímpico del atletismo español en pista (el primer medallista olímpico español en una prueba de atletismo fue Jordi Llopart que ganó la plata en los Juegos Olímpicos de Moscú pero en la modalidad de marcha). José Manuel Abascal fue Campeón de España en cinco ocasiones y plusmarquista nacional en dos.
En 1984, la Agrupación Española de Periodistas Deportivos le consideró el "Mejor deportista español del año". En 1985 le fue concedido el premio Príncipe de Asturias al deportista más distinguido del año. Después de retirarse del atletismo profesional fue uno de los portadores de la Bandera Olímpica en la inauguración de Barcelona 92, junto con Jordi Llopart y otros deportistas.
Actualmente se dedica a la organización de eventos deportivos. En el año 2006 colaboró con la comunidad autónoma de Cantabria en un programa de promoción del deporte. Hay que destacar que durante la mejor época de su carrera deportiva estuvo dirigido y entrenado por Gregorio Rojo, uno de los mejores entrenadores españoles de todos los tiempos.
| Puesto | Competición                         | Distancia | Año  | Ciudad       | Marca    |
| Oro    | Campeonato Europa Júnior            | 3000 m    | 1977 | Donestk      | 7:58.3   |
| Plata  | Campeonato de Europa Pista Cubierta | 1500 m    | 1982 | Milán        | 3:38.91  |
| Bronce | Campeonato de Europa                | 1500 m    | 1982 | Atenas       | 3:37.04  |
| Plata  | Campeonato de Europa Pista Cubierta | 1500 m    | 1983 | Budapest     | 3:40.69  |
| Bronce | Juegos del Mediterráneo             | 1500 m    | 1983 | Casablanca   | 3:39.64  |
| Oro    | Campeonato Iberoamericanos          | 1500 m    | 1983 | Barcelona    | 3:51.66  |
| Bronce | Juegos Olímpicos                    | 1500 m    | 1984 | Los Ángeles  | 3:34.30  |
| Silver | Final Grand Prix                    | Milla     | 1986 | Roma         | 3:50.54  |
| Plata  | Campeonato del Mundo Pista Cubierta | 1500 m    | 1987 | Indianápolis | 3:39.13  |
| Oro    | Copa de Europa                      | 5000 m    | 1987 | Gateshead    | 13:32.87 |

## Historial nacional
- 45 veces internacional.
- 5 veces campeón de España de 1500 m lisos en 1978 (3:45.8),1981 (3:44.82), 1982 (3:37.97), 1984 (3:39.41), 1985 (3:43.58).
- Campeón de España de 1500 m lisos en Pista Cubierta en el año 1981 (3:50.0).
- Campeón de España de 3000 m lisos en Pista Cubierta en el año 1982 (7:59.86).
- Campeón de España juvenil al aire libre (1976).
- Campeón de España juvenil en pista cubierta (1975).
- Campeón de España juvenil de campo a través (1975).
- Mejor marca española de todos los tiempos en 1500 m lisos con 3´38"21 (1977) y con 3´33"12 (1982).

## Mejores marcas[13]
- 800 m lisos 1´49"5 (Madrid, 19 de julio de 1980).
- 1500 m lisos 3´31"13 (Barcelona, 16 de agosto de 1986).
- Milla 3´50"54 (Roma, 10 de septiembre de 1986).
- 3000 m lisos 7´53"51 (La Coruña, 4 de agosto de 1988).
- 5000 m lisos 13´12'49 (Oslo,4 de julio de 1987).
- 3000 m obs. 8´38"8 (San Sebastián, 29 de agosto de 1981).

## Clubes[14]
- Club Atlético España de Cueto (1975-79)
- Fútbol Club Barcelona (1980-85)
- Independiente (1986)
- Larios Asociación Atlética Moratalaz (1987)
- Nike Athletic Club (1988-89)

## Premios, reconocimientos y distinciones
- Medalla de Plata de la Real Orden del Mérito Deportivo, otorgada por el Consejo Superior de Deportes (1994)[15]
- Mejor deportista español del año 1984.